# Pipunculus lichtwardti
Pipunculus lichtwardti är en tvåvingeart som beskrevs av Kozanek 1981. Pipunculus lichtwardti ingår i släktet Pipunculus och familjen ögonflugor. Arten har ej påträffats i Sverige. Inga underarter finns listade i Catalogue of Life.